# Lista tomów serii Akame ga Kill!
Ten artykuł zawiera listę tomów serii Akame ga Kill! napisanej przez Takahiro i zilustrowanej przez Tetsuyę Tashiro, ukazywanej w magazynie „Gekkan Gangan Joker” wydawnictwa Square Enix od 20 marca 2010 do 22 grudnia 2016. Razem opublikowano 78 rozdziałów, które później zostały skompilowane do 15 tankōbonów, które wydawane były od 21 sierpnia 2010 do 22 lutego 2017. W Polsce seria ukazała się nakładem wydawnictwa Waneko – pierwszy tom został wydany 7 sierpnia 2017, natomiast ostatni – 6 grudnia 2019.
Prequel, zatytułowany Akame ga Kill! Zero (jap. アカメが斬る！零), był wydawany w czasopiśmie „Gekkan Big Gangan” od 25 października 2013 do 25 stycznia 2019. Seria została napisana przez Takahiro i zilustrowana przez Kei Toru. Całość została zebrana w 10 tankōbonach, wydawanych od 21 czerwca 2014 do 25 kwietnia 2019.
Takahiro opublikował także spin-off serii z ilustracjami autorstwa Strelki zatytułowany Hinowa ga yuku! (jap. ヒノワが征く！). Seria ta ukazywała się w magazynie „Gekkan Big Gangan” od 24 czerwca 2017 do 24 czerwca 2022 i została zebrana w 8 tankōbonach, wydawanych między 25 grudnia 2017 a 25 sierpnia 2022.

## Akame ga Kill!
| Nr | Język japoński   | Język japoński         | Język polski        | Język polski           |
| Nr | Data wydania     | ISBN                   | Data wydania        | ISBN                   |
| --- | ---------------- | ---------------------- | ------------------- | ---------------------- |
| 1 | 21 sierpnia 2010 | ISBN 978-4-7575-2980-9 | 7 sierpnia 2017     | ISBN 978-83-6489-119-9 |
| Lista rozdziałów - 01. Zabić ciemność (jap. 闇を斬る Yami o kiru) - 02. Zabić kraj (jap. 国を斬る Kuni o kiru) - 03. Zabić władzę (jap. 権力を斬る Kenryoku o kiru) - 04. Zabić zmartwienia (jap. 蟠りを斬る Wadakamari o kiru) |                  |                        |                     |                        |
| 2 | 22 stycznia 2011 | ISBN 978-4-7575-3129-1 | 6 października 2017 | ISBN 978-83-8096-277-4 |
| Lista rozdziałów - 05. Zabić mordercę (jap. 辻斬りを斬る Tsujigiri o kiru) - 06. Zabić władającego teigu (jap. 帝具使いを斬る Teigu tsukai o kiru) - 07. Zabić płonne marzenia (jap. 夢物語を斬る Yume monogatari o kiru) - 08. Zabić złoczyńców (jap. 溝鼠をを斬る Dobunezumi o kiru) - 09. Zabić absolutną sprawiedliwość (jap. 絶対正義を斬る Zettai seigi o kiru) |                  |                        |                     |                        |
| 3 | 21 maja 2011     | ISBN 978-4-7575-3238-0 | 6 grudnia 2017      | ISBN 978-83-8096-278-1 |
| Lista rozdziałów - 10. Zabić smutek (jap. 悲しみを斬る Kanashimi o kiru) - 11. Zabić oszustów (jap. 偽者を斬る Nisemono o kiru) - 12. Zabić trzy bestie (jap. 三匹を斬る Sanbiki o kiru) - 13. Zabić armię Esdeath (część I) (jap. エスデス軍を斬る (前編) Esudesu-gun o kiru (zenpen)) - 14. Zabić armię Esdeath (część II) (jap. エスデス軍を斬る (後編) Esudesu-gun o kiru (kōhen)) |                  |                        |                     |                        |
| 4 | 21 stycznia 2012 | ISBN 978-4-7575-3482-7 | 6 lutego 2018       | ISBN 978-83-8096-279-8 |
| Lista rozdziałów - 15. Zabić trudy (jap. 苦難を斬る Kunan o kiru) - 16. Zabić fanatyka walk (jap. 戦闘狂を斬る Sentōkyō o kiru) - 17. Zabić bandytów (jap. 山賊を斬る Sanzoku o kiru) - 18. Zabić pokusę (jap. 誘惑を斬る Yūwaku o kiru) - 19. Zabić kryzys (jap. 危機を斬る Kiki o kiru) |                  |                        |                     |                        |
| 5 | 21 kwietnia 2012 | ISBN 978-4-7575-3570-1 | 6 kwietnia 2018     | ISBN 978-83-8096-280-4 |
| Lista rozdziałów - 20. Zabić intruzów (jap. 侵入者を斬る Shinnyūsha o kiru) - 21. Zabić szalonego naukowca (jap. マッドサイエンティストを斬る Maddo saientisuto o kiru) - 22. Zabić niezbadany region (jap. 秘境を斬る Hikyō o kiru) - 23. Zabić nowicjuszy (jap. 新入りを斬る Shiniri wo kiru) - Rozdział specjalny |                  |                        |                     |                        |
| 6 | 22 września 2012 | ISBN 978-4-7575-3736-1 | 6 czerwca 2018      | ISBN 978-83-8096-281-1 |
| Lista rozdziałów - 24. Zabić niebezpieczne bestie (jap. 危険種を斬る Kikenshu wo kiru) - 25. Zabić zawadę (jap. 邪魔者を斬る Jamamono o kiru) - 26. Zabić olbrzymie niebezpieczne bestie (jap. 巨大危険種を斬る Kyodai kikenshu o kiru) - 27. Zabić potężnego (jap. 強者を斬る Kyōsha o kiru) - 28. Zabić organizację religijną (jap. 教団を斬る Kyōdan o kiru) |                  |                        |                     |                        |
| 7 | 22 lutego 2013   | ISBN 978-4-7575-3881-8 | 6 sierpnia 2018     | ISBN 978-83-8096-282-8 |
| Lista rozdziałów - 29. Zabić Jeagers (jap. イェーガーズを斬る Iēgāzu o kiru) - 30. Zabić marionetki (cześć I) (jap. 人形を斬る (前編) Ningyō o kiru (zenpen)) - 31. Zabić marionetki (cześć II) (jap. 人形を斬る (後編) Ningyō o kiru (kōhen)) - 32. Zabić klątwę (jap. 呪縛を斬る Jubaku o kiru) - 33. Zabić nadczłowieka (jap. 強化人間を斬る Kyōka ningen o kiru) |                  |                        |                     |                        |
| 8 | 22 lipca 2013    | ISBN 978-4-7575-4011-8 | 5 października 2018 | ISBN 978-83-8096-283-5 |
| Lista rozdziałów - Rozdział specjalny. Zabić wspomnienia (jap. 追憶を斬る Tsuioku o kiru) - 34. Zabić demony (część I) (jap. 鬼を斬る（前編） Oni o kiru (zenpen)) - 35. Zabić demony (część II) (jap. 鬼を斬る（後編） Oni o kiru (kōhen)) - 36. Zabić przeznaczenie (część I) (jap. 因縁を斬る（前編） Innen o kiru (zenpen)) - 37. Zabić przeznaczenie (część II) (jap. 因縁を斬る (中編) Innen o kiru (chūhen)) - 38. Zabić przeznaczenie (część III) (jap. 因縁を斬る (後編) Innen o kiru (kōhen)) |                  |                        |                     |                        |
| 9 | 22 stycznia 2014 | ISBN 978-4-7575-4206-8 | 5 grudnia 2018      | ISBN 978-83-8096-284-2 |
| Lista rozdziałów - 39. Zabić traumę (jap. トラウマを斬る Torauma o kiru) - 40. Zabić ambicję (jap. 野望を斬る Yabō o kiru) - 41. Zabić zło (jap. 邪悪を斬る Jaaku o kiru) - 42. Zabić rozpacz (część I) (jap. 絶望を斬る（前編） Zetsubō o kiru (zenpen)) - 43. Zabić rozpacz (część II) (jap. 絶望を斬る（後編） Zetsubō o kiru (kōhen)) |                  |                        |                     |                        |
| 10 | 21 czerwca 2014  | ISBN 978-4-7575-4338-6 | 6 lutego 2019       | ISBN 978-83-8096-285-9 |
| Lista rozdziałów - 44. Zabić wątpliwości (jap. 躊躇いを斬る Tamerai o kiru) - 45. Zabić brutala (część I) (jap. 外道を斬る（前編） Gedō o kiru (zenpen)) - 46. Zabić brutala (część II) (jap. 外道を斬る（後編） Gedō o kiru (kōhen)) - 47. Zabić z zemsty (część I) (jap. 仇を斬る（前編） Kataki o kiru (zenpen)) - 48. Zabić z zemsty (część II) (jap. 仇を斬る（後編） Kataki o kiru (kōhen)) |                  |                        |                     |                        |
| 11 | 22 grudnia 2014  | ISBN 978-4-7575-4505-2 | 5 kwietnia 2019     | ISBN 978-83-8096-286-6 |
| Lista rozdziałów - 49. Zabić wahanie (jap. 迷いを斬る Mayoi o kiru) - 50. Zabić trudności (jap. 難局を斬る Nankyoku o kiru) - 51. Zabić przywiązanie (jap. 恋慕を斬る Renbo o kiru) - 52. Zabić Shurę (jap. 修羅を斬る Shura o kiru) - 53. Zabić sytuację bez wyjścia (część I) (jap. 逆境を斬る (前編) Gyakkyō o kiru (zenpen)) - 54. Zabić sytuację bez wyjścia (część II) (jap. 逆境を斬る (後編) Gyakkyō o kiru (kōhen))                                                                            |                  |                        |                     |                        |
| 12 | 22 lipca 2015    | ISBN 978-4-7575-4693-6 | 5 czerwca 2019      | ISBN 978-83-8096-287-3 |
| Lista rozdziałów - 55. Zabić dwoje potężnych (jap. 二強を斬る Nikyō o kiru) - 56. Zabić wielkiego generała (jap. 大将軍を斬る Daishōgun o kiru) - 57. Zabić alchemiczkę (jap. 錬金術師を斬る Renkinjutsu-shi o kiru) - 58. Zabić eksperta (jap. 手練れを斬る Tedare o kiru) - 59. Zabić przeświadczenie (jap. あなたの前提を斬る Anata no zentei o kiru) - 60. Zabić Wild Hunt (jap. ワイルドハントを斬る Wairudohanto o kiru)                                                                          |                  |                        |                     |                        |
| 13 | 22 stycznia 2016 | ISBN 978-4-7575-4863-3 | 6 sierpnia 2019     | ISBN 978-83-8096-288-0 |
| Lista rozdziałów - 61. Zabić posiłki (jap. 強化を斬る Kyōka o kiru) - 62. Zabić przeszłość (część I) (jap. 過去を斬る (前編) Kako o kiru (zenpen)) - 63. Zabić przeszłość (część II) (jap. 過去を斬る (後編) Kako o kiru (kōhen)) - 64. Zabić młodszą siostrę (część I) (jap. 妹を斬る (前編) Imōto o kiru (zenpen)) - 65. Zabić młodszą siostrę (część II) (jap. 妹を斬る (中編) Imōto o kiru (chūhen)) - 66. Zabić karmę (jap. 因果を斬る Inga o kiru)                                                |                  |                        |                     |                        |
| 14 | 22 sierpnia 2016 | ISBN 978-4-7575-5080-3 | 7 października 2019 | ISBN 978-83-8096-289-7 |
| Lista rozdziałów - 67. Zabić mrok (jap. 晦冥を斬る Kaimei o kiru) - 68. Zabić prowodyrów (jap. 元凶を斬る Genkyō o kiru) - 69. Zabić zgiełek wojny (część I) (jap. 混戦を斬る (前編) Konsen o kiru (zenpen)) - 70. Zabić zgiełek wojny (część II) (jap. 混戦を斬る (後編) Konsen o kiru (kōhen)) - 71. Zabić łotra (jap. 大敵を斬る Daiteki o kiru) - 72. Zabić źródło (jap. 根源を斬る Kongen o kiru)                                                                                                  |                  |                        |                     |                        |
| 15 | 22 lutego 2017   | ISBN 978-4-7575-5249-4 | 6 grudnia 2019      | ISBN 978-83-8096-290-3 |
| Lista rozdziałów - 73. Zabić najpotężniejsze (część I) (jap. 至高を斬る Shikō o kiru) - 74. Zabić najpotężniejsze (część II) (jap. 至高を斬る（後編） Shikō o kiru (kōhen)) - 75. Zabić Esdeath (część I) (jap. エスデスを斬る (前編) Esudesu o kiru (zenpen)) - 76. Zabić Esdeath (część II) (jap. エスデスを斬る (中編) Esudesu o kiru (chūhen)) - 77. Zabić Esdeath (część III) (jap. エスデスを斬る (後編) Esudesu o kiru (kōhen)) - 78. Akame ga Kill! (jap. アカメが斬る Akame ga kiru)           |                  |                        |                     |                        |
| 1,5 | 22 grudnia 2017  | ISBN 978-4-7575-5566-2 | —                   |                        |
| Lista rozdziałów - Rozdział specjalny 1. Ankoku o kiru (jap. 暗黒を斬る) - Rozdział specjalny 2. Kenki o kiru (jap. 剣鬼を斬る) - Rozdział specjalny 3. Aku o kiru (jap. 悪を斬る) - Rozdział specjalny 4. Urei o kiru (jap. 憂いを斬る) |                  |                        |                     |                        |

## Akame ga Kill! Zero
| 1 | 21 czerwca 2014  | ISBN 978-4-7575-4339-3 |
| Lista rozdziałów - 01. Futari no shōjo (jap. 二人の少女) - 02. Hajimari no hi (jap. はじまりの日) - 03. Hatsu ninmu (zenpen) (jap. 初任務 (前編)) - 04. Hatsu ninmu (kōhen) (jap. 初任務 (後編)) - 05. Yami ni sodatsu (jap. 闇に育つ) - 06. Nankan! Taishu goroshi (jap. 難関！ 太守殺し)                                              |                  |                        |
| 2 | 22 grudnia 2014  | ISBN 978-4-7575-4506-9 |
| Lista rozdziałów - 07. Hakuro kawa no tatakai (jap. 白狼河の戦い) - 08. Meguriai (jap. 巡り会い) - 09. Koroshiya-tachi (jap. 殺し屋たち) - 10. Shitō (zenpen) (jap. 死戦 (前編)) - 11. Shitō (kōhen) (jap. 死戦 (後編)) - 12. Dōkoku (jap. 慟哭) - 13. Chōjō taiketsu (jap. 頂上対決)                                                   |                  |                        |
| 3 | 22 lipca 2015    | ISBN 978-4-7575-4694-3 |
| Lista rozdziałów - 14. Iseki (jap. 遺跡) - 15. Hijutsu (jap. 秘術) - 16. Shibo (jap. 思幕) - 17. Totsunyū (jap. 突入) - 18. Konsen (jap. 混戦) - 19. Nanbā wan (jap. No.1) - 20. Osa (jap. 長) |                  |                        |
| 4 | 22 stycznia 2016 | ISBN 978-4-7575-4864-0 |
| Lista rozdziałów - 21. Uketsuga rete iku mono (jap. 受け継がれていくもの) - 22. Shimai (jap. 姉妹) - 23. Shinjitsu (jap. 真実) - 24. Dasshutsu (jap. 脱出) - 25. Saikai no hikari to kage (jap. 再会の光と影) |                  |                        |
| 5 | 22 sierpnia 2016 | ISBN 978-4-7575-5081-0 |
| Lista rozdziałów - 26. Ai sorezore (jap. 愛それぞれ) - 27. Kokuhaku (jap. 告白) - 28. Shinobiyoru kage (jap. 忍び寄る影) - 29. Kyōshū (jap. 強襲) - 30. Mōkō ōruberugu (jap. 猛攻オールベルグ) - 31. Shisen (jap. 死線) |                  |                        |
| 6 | 22 lutego 2017   | ISBN 978-4-7575-5250-0 |
| Lista rozdziałów - 32. Sorezore no gekitō (jap. それぞれの激闘) - 33. Saikyō no suki (jap. 最強の隙) - 34. Sekai no shinjitsu (zenpen) (jap. 世界の真実（前編）) - 35. Sekai no shinjitsu (kōhen) (jap. 世界の真実（後編）) - 36. Yagate kuru mirai (jap. やがてくる未来) - 37. Tadashī ren’ai (jap. 正しい恋愛)                        |                  |                        |
| 7 | 25 sierpnia 2017 | ISBN 978-4-7575-5457-3 |
| Lista rozdziałów - 38. Seigi no arika (jap. 正義の在処) - 39. Ansatsu shinan (jap. 暗殺指南) - 40. Kenshin (jap. 献身) - 41. Gekka no ransen (jap. 月下の乱戦) - 42. Shinigami no shūen (jap. 死神の終焉) |                  |                        |
| 8 | 25 grudnia 2017  | ISBN 978-4-7575-5564-8 |
| Lista rozdziałów - 43. Teito nite (jap. 帝都にて) - 44. Taiwa (jap. 対話) - 45. Enkon (jap. 怨恨) - 46. Kaikō (jap. 邂逅) - 47. Zōo no hate ni (jap. 憎悪の果てに) |                  |                        |
| 9 | 25 sierpnia 2018 | ISBN 978-4-7575-5827-4 |
| Lista rozdziałów - 48. Teigu (jap. 帝具) - 49. Shukusei no sanka (zenpen) (jap. 粛清の惨渦（前編）) - 50. Shukusei no sanka (kōhen) (jap. 粛清の惨渦（後編）) - 51. Najenda to no deai (jap. ナジェンダとの出会い) - 52. Dōhyō (zenpen) (jap. 道標（前編）) - 53. Dōhyō (kōhen) (jap. 道標（後編）) - 54. Unmei no yoru (jap. 運命の夜) |                  |                        |
| 10 | 25 kwietnia 2019 | ISBN 978-4-7575-6104-5 |
| Lista rozdziałów - 55. Ketsubetsu (jap. 決別) - 56. Oya to ko to (jap. 親と子と) - 57. Senbatsu-gumi no ketsumatsu (jap. 選抜組の結末) - 58. Naito reido (jap. ナイトレイド) - 59. Kasoku suru kyōki (jap. 加速する狂気) - 60. Zero no shūen (jap. 零の終焉)                                                                            |                  |                        |

## Hinowa ga yuku!
| 1 | 25 grudnia 2017  | ISBN 978-4-7575-5565-5 |
| Lista rozdziałów - 01. Ryūmonjō no tatakai (jap. 竜門城の戦い) - 02. Yaenami-mura nite (jap. 八重波村にて) - 03. Juku to sennin (jap. 塾と仙人) - 04. Uijin (jap. 初陣) - 05. Kagebōshizan no tatakai (jap. 影法師山の戦い) |                  |                        |
| 2 | 25 sierpnia 2018 | ISBN 978-4-7575-5828-1 |
| Lista rozdziałów - 06. Namida (zenpen) (jap. 涙（前編）) - 07. Namida (kōhen) (jap. 涙（後編）) - 08. Meihō (jap. 冥宝) - 09. Aratanaru ikusa (jap. 新たなる戦) - 10. Shiranui toride no tatakai (jap. 不知火砦の戦い) - 11. Omoi (jap. 想い) |                  |                        |
| 3 | 25 kwietnia 2019 | ISBN 978-4-7575-6105-2 |
| Lista rozdziałów - 12. Ashigaru kogashira (jap. 足軽子頭) - 13. Rinzu (zenpen) (jap. リンズ（前編）) - 14. Rinzu (kōhen) (jap. リンズ（後編）) - 15. Kyōkotsu o utsu (jap. キョウコツを討つ) - 16. Shiranui toride no cecchaku (jap. 不知火砦の決着) - 17. Ikusa no ato de… (jap. 戦の後で…) |                  |                        |
| 4 | 25 grudnia 2019  | ISBN 978-4-7575-6449-7 |
| Lista rozdziałów - 18. Tenrōkoku (jap. 天狼国) - 19. Uminarijima shinkō sen (jap. 海鳴島侵攻戦) - 20. Ashigaru (zenpen) (jap. 足軽（前編）) - 21. Ashigaru (kōhen) (jap. 足軽（後編）) - 22. Arashi no yokan (jap. 嵐の予感) - 23. Rinzu no hanamuko (zenpen) (jap. リンズの花婿（前編）) - 24. Rinzu no hanamuko (kōhen) (jap. リンズの花婿（後編）)                                                                                 |                  |                        |
| 5 | 25 sierpnia 2020 | ISBN 978-4-7575-6814-3 |
| Lista rozdziałów - 25. Shiawase no toki, soshite (jap. 幸せの時、そして) - 26. Garō no shinkō (jap. 餓狼の侵攻) - 27. Gekisen sōkai koku (jap. 激戦蒼海国) - 28. Nagisa-jō hōi (zenpen) (jap. 渚城包囲（前編）) - 29. Nagisa-jō hōi (kōhen) (jap. 渚城包囲（後編）) - 30. Nagisa-jō no tatakai (jap. 渚城の戦い) - 31. Utakata no yume (zenpen) (jap. うたかたの夢（前編）) - 32. Utakata no yume (kōhen) (jap. うたかたの夢（後編）) |                  |                        |
| 6 | 25 marca 2021    | ISBN 978-4-7575-7171-6 |
| Lista rozdziałów - 33. Rinzu muzan (jap. リンズ無惨) - 34. Yomigaeru yaiba (jap. 蘇る刃) - 35. Senketsu no saikai (jap. 鮮血の再会) - 36. Shisen (jap. 死線) - 37. Wakare michi (jap. 別れ道) - 38. Oni ga umareta hi (jap. 鬼が生まれた日) |                  |                        |
| 7 | 25 grudnia 2021  | ISBN 978-4-7575-7657-5 |
| Lista rozdziałów - 39. Nagare ikite... (jap. 流れ行きて…) - 40. Rugyō to Mekira (jap. ルギョウとメキラ) - 41. Ketsui (jap. 決意) - 42. Higashi e... (jap. 東へ…) - 43. Natsukashī kao (jap. 懐かしい顔) - 44. Kuroshio koku nite (jap. 黒潮国にて) - 45. Tōgoku no jijō (jap. 東国の事情) |                  |                        |
| 8 | 25 sierpnia 2022 | ISBN 978-4-7575-8093-0 |
| Lista rozdziałów - 46. Tsutsuji kokuō (jap. 躑躅国王) - 47. Hata age (jap. 旗揚げ) - 48. Jiban katame (jap. 地盤固め) - 49. Chigiri (jap. 契り) - 50. Kaisen (jap. 開戦) - 51. Shō ni naru made (jap. 将になるまで) - 52. Kessen no hi (jap. 決戦の日) - 53. Nichirin no kuni (jap. 日輪の国) |                  |                        |